# Acrosorus grammitidiphyllus
Acrosorus grammitidiphyllus är en stensöteväxtart som först beskrevs av Edwin Bingham Copeland, och fick sitt nu gällande namn av Barbara S. Parris. Acrosorus grammitidiphyllus ingår i släktet Acrosorus och familjen Polypodiaceae. Inga underarter finns listade.